# Stockholm Waterfront

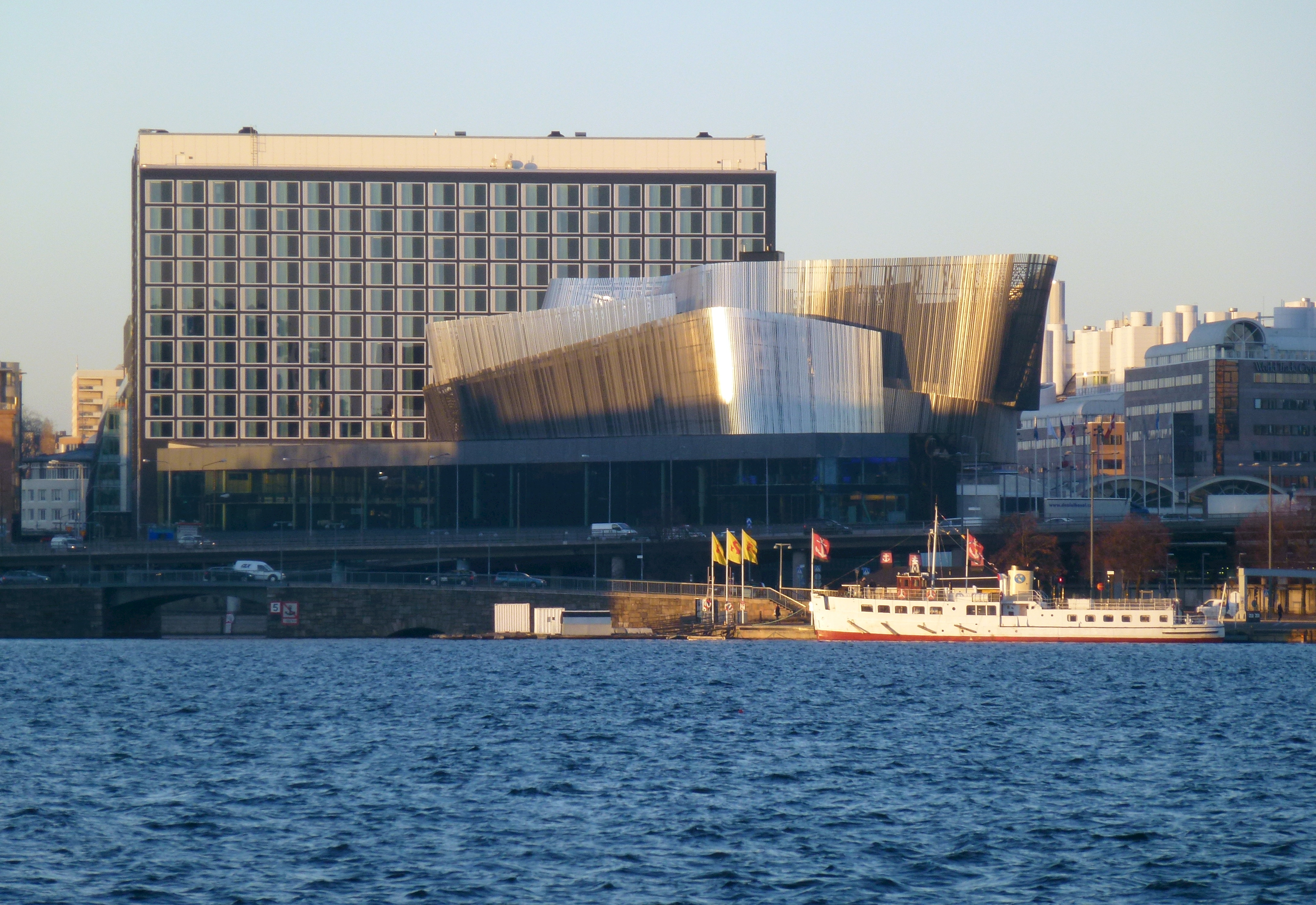
Stockholm Waterfront en décembre 2013.

Stockholm Waterfront est un complexe immobilier situé à la pointe sud-ouest du quartier de Norrmalm dans le centre de Stockholm en Suède. Il se compose de trois bâtiments : un centre de congrès, un hôtel et un immeuble de bureaux.
Œuvre du cabinet d'architectes White arkitekter, Stockholm Waterfront a été inauguré en mars 2011 sur un site précédemment occupé par un centre de tri postal. Situé en plein centre-ville, au bord d'un bras du lac Mälar (le Riddarfjärden) et dans le voisinage immédiat de l'hôtel de ville, cet emplacement bénéficie d'une visibilité exceptionnelle. 

## Construction

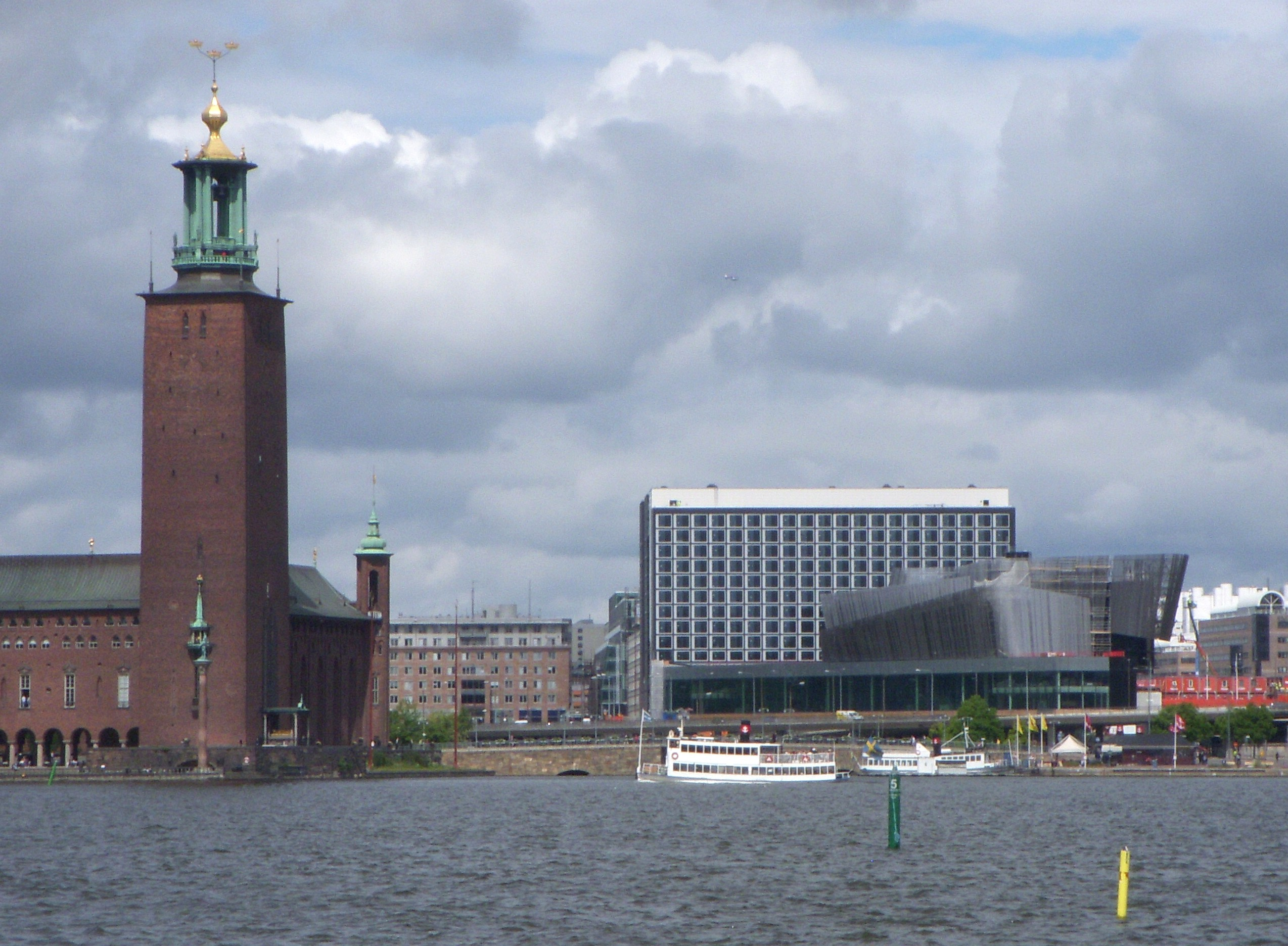
Stockholm Waterfront est situé à proximité immédiate de l'hôtel de ville.

Le projet est lancé en 2005, lorsque la ville de Stockholm charge Jarl Asset Management d'étudier les possibilités de développement du site occupé par le centre de tri postal de Klara. La ville souhaite la réalisation d'un centre de congrès et d'un hôtel, mais pour rendre le projet viable sur le plan financier, le cabinet de conseil propose d'y ajouter un immeuble de bureaux. Le dossier est ensuite confié aux architectes de White arkitekter.
L'emplacement choisi pour la construction de Stockholm Waterfront étant situé en plein centre-ville, dans une zone classée d'intérêt national (riksintresse), la conception du projet est soumise à un cahier des charges très rigoureux. Dès la phase d'étude, des voix s'élèvent néanmoins contre la proposition de White arkitekter, qui ne s'inscrirait pas, de par sa couleur, son volume et sa hauteur, dans le panorama urbain du centre de Stockholm, a fortiori au voisinage de l'hôtel de ville. Le conseil pour la beauté de Stockholm (Stockholms skönhetsråd), une instance communale consultative, rejette notamment la proposition détaillée dans un avis rendu en septembre 2006. Malgré cette opposition, la proposition est accueillie favorablement par la commune en mars 2007, avant d'être définitivement adoptée en août de la même année.
Les travaux de démolition du centre de tri postal de Klara commencent à la mi-2008, et l'hôtel et le centre de congrès ouvrent leurs portes fin janvier 2011. L'inauguration officielle du complexe a lieu deux mois plus tard, le 17 mars.

## Centre de congrès

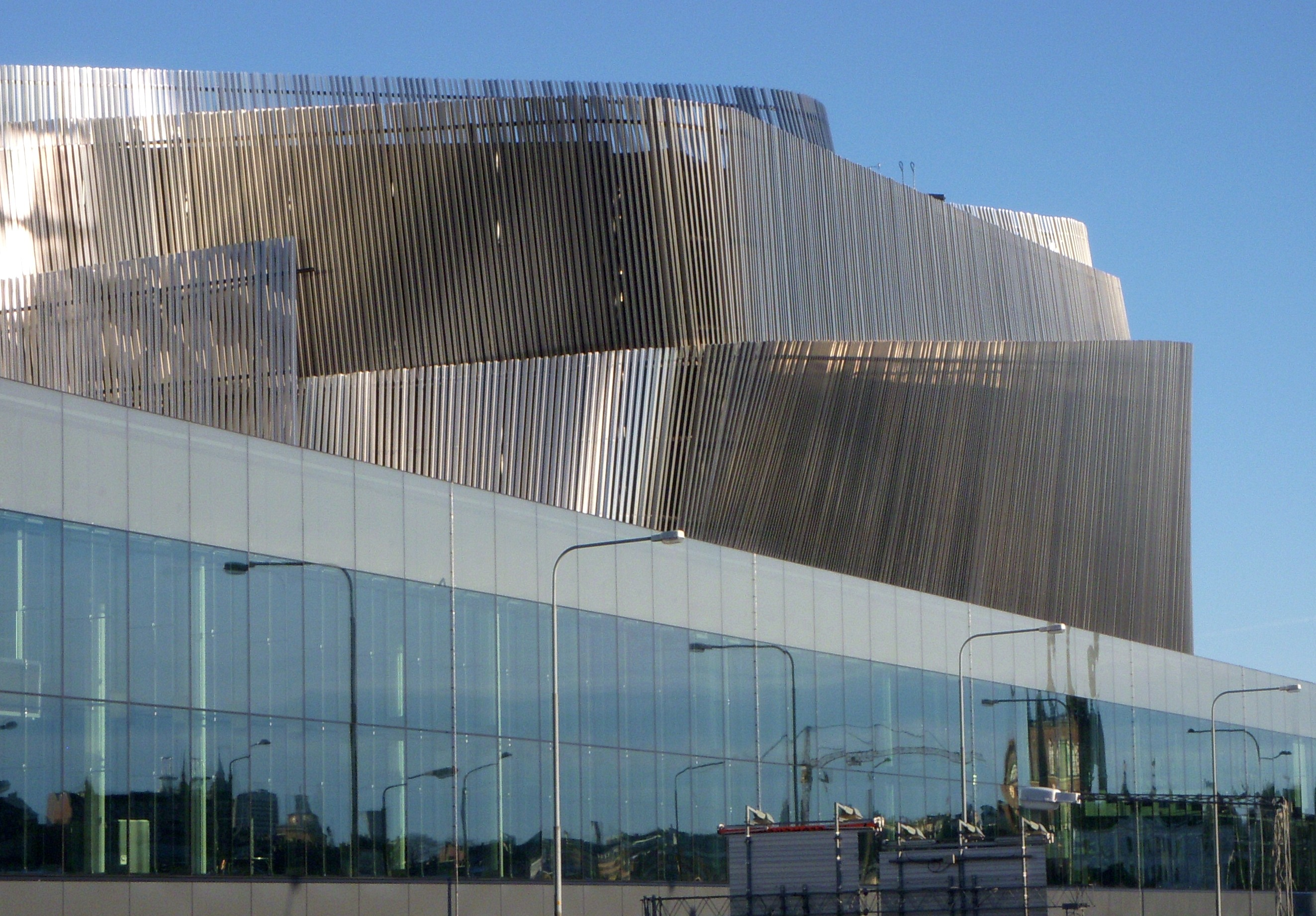
Le centre de congrès en janvier 2011.

Le centre de congrès, nommé Stockholm Waterfront Congress Centre, est situé côté sud, près des rives du lac Mälar. Les façades du bâtiment se démarquent de l'architecture plus austère de l'hôtel et de l'immeuble de bureaux, situés en arrière-plan. Elles présentent de larges baies vitrées donnant sur le lac et sur l'hôtel de ville. La forme ondulée du toit est créée par un rideau de 3 500 tiges d'acier inoxydable, représentant une longueur totale de 21 km, et définissant une forme asymétrique semblable à une couronne.
Le centre de congrès abrite notamment un auditorium de capacité variable, pouvant aller jusqu'à 3 000 places, et d'une hauteur sous plafond de 17 m. Aux niveaux 2 et 3, un centre d'affaires constitué de salles de conférence de tailles variées offre une capacité d'accueil totale d'environ 1 000 personnes. 
Le centre de congrès est également prévu pour l'accueil de manifestations sportives et de concerts de tailles modestes. Sting s'y est par exemple produit en février 2012. Kings of Tennis, un tournoi réunissant d'anciennes gloires de la raquette, y est également organisé.

## Hôtel et bureaux
L'hôtel et l'immeuble de bureaux sont construits selon la technique du mur-rideau, avec des façades constituées de plaques de céramique de fabrication italienne, épaisses de 11 à 12 mm et de dimension 60 x 120 cm, réunies par des clips d'aluminium. La couleur dominante est le blanc pour l'hôtel et le noir pour l'immeuble de bureaux.
L'hôtel Radisson Blu Waterfront Hotel compte 414 chambres, un restaurant, un bar et une salle de sport. L'immeuble de bureaux, appelé Waterfront Building, a une superficie totale de 25 000 m2, répartie sur 12 niveaux. Il abrite notamment le siège de la firme papetière et de produits d'hygiène SCA.

## Galerie

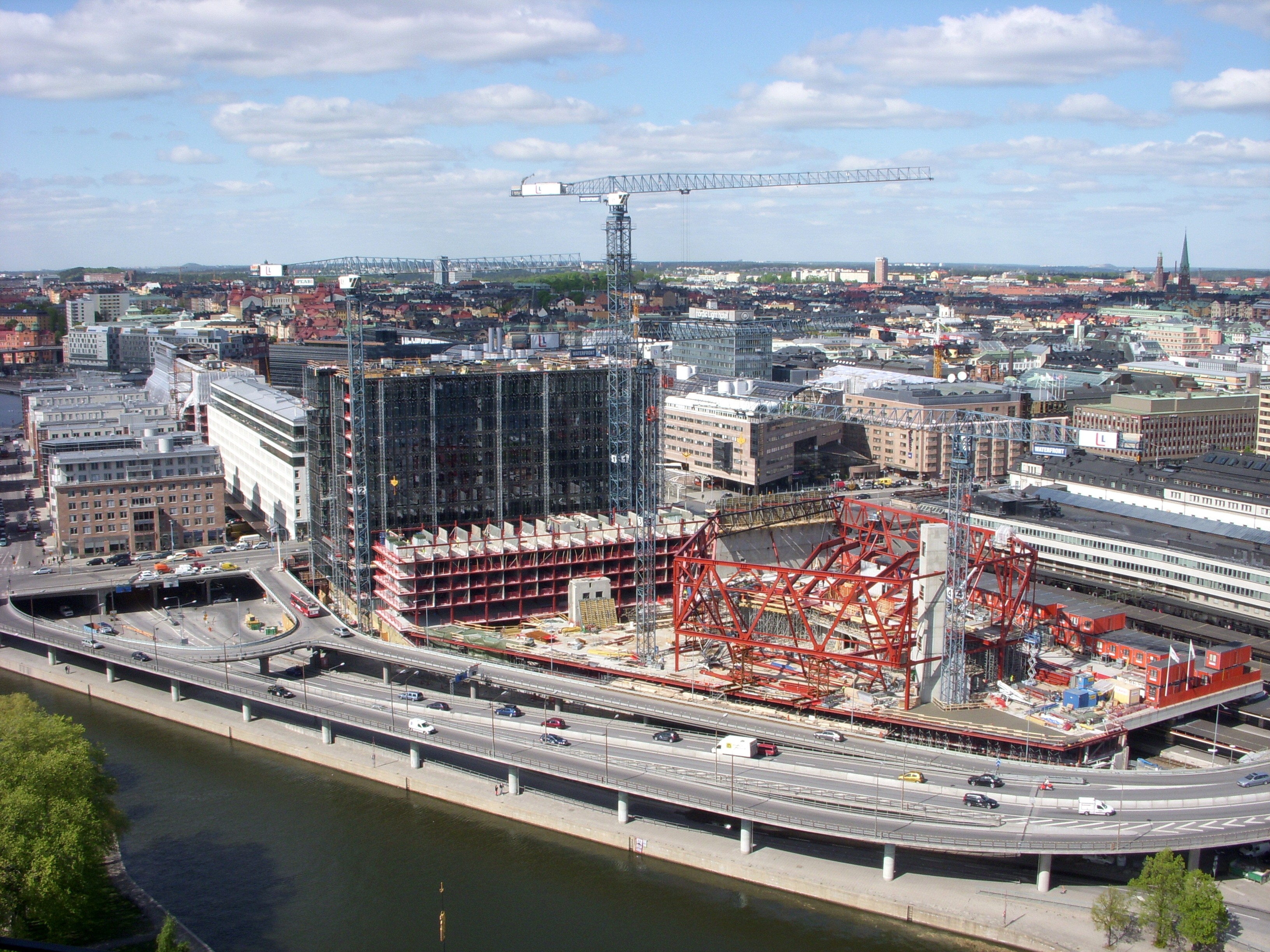
Le chantier vu depuis la tour de l'hôtel de ville en mai 2009.
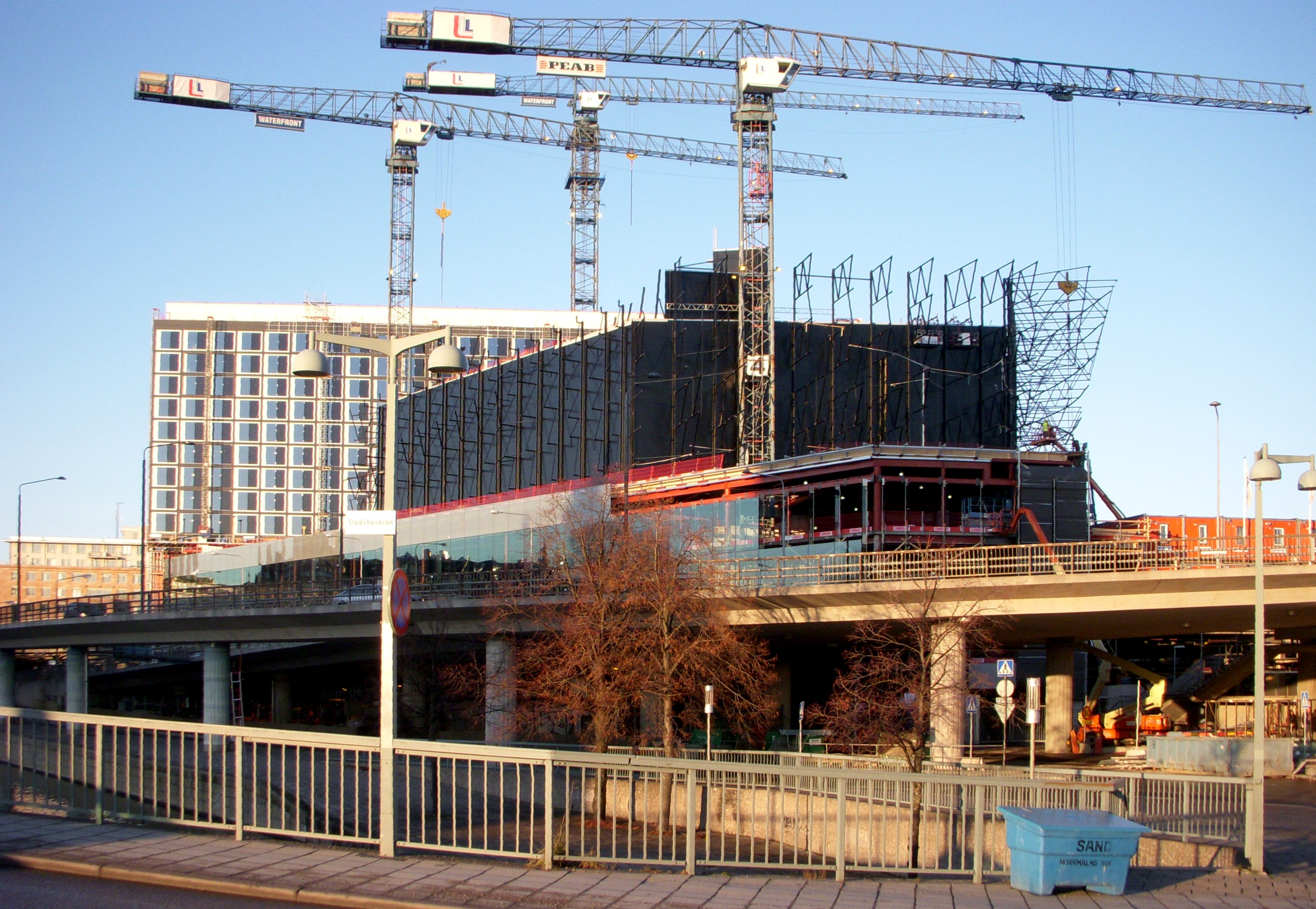
Le chantier en novembre 2009.
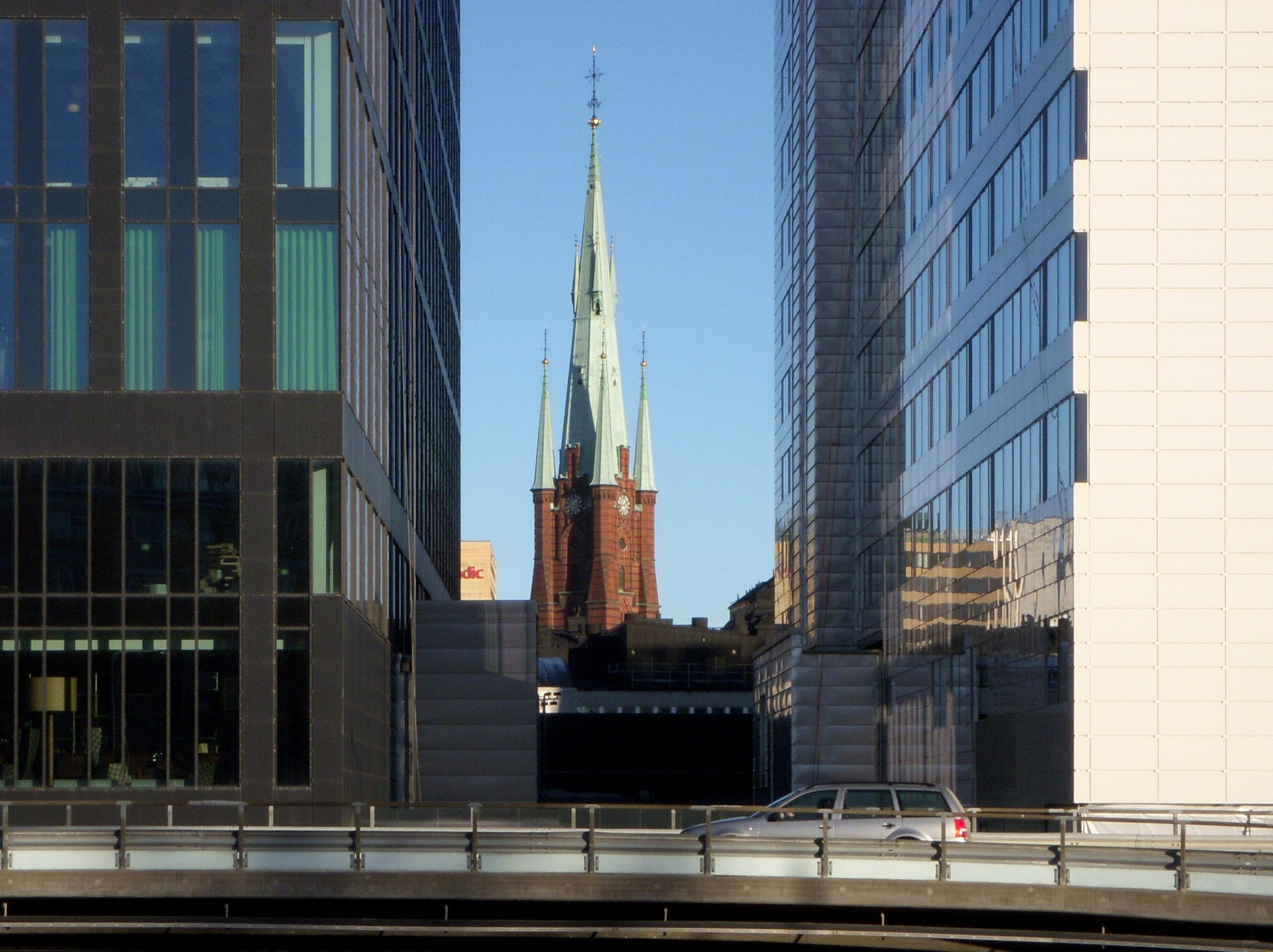
La flèche de l'église Sainte-Claire entre l'hôtel et l'immeuble de bureaux.
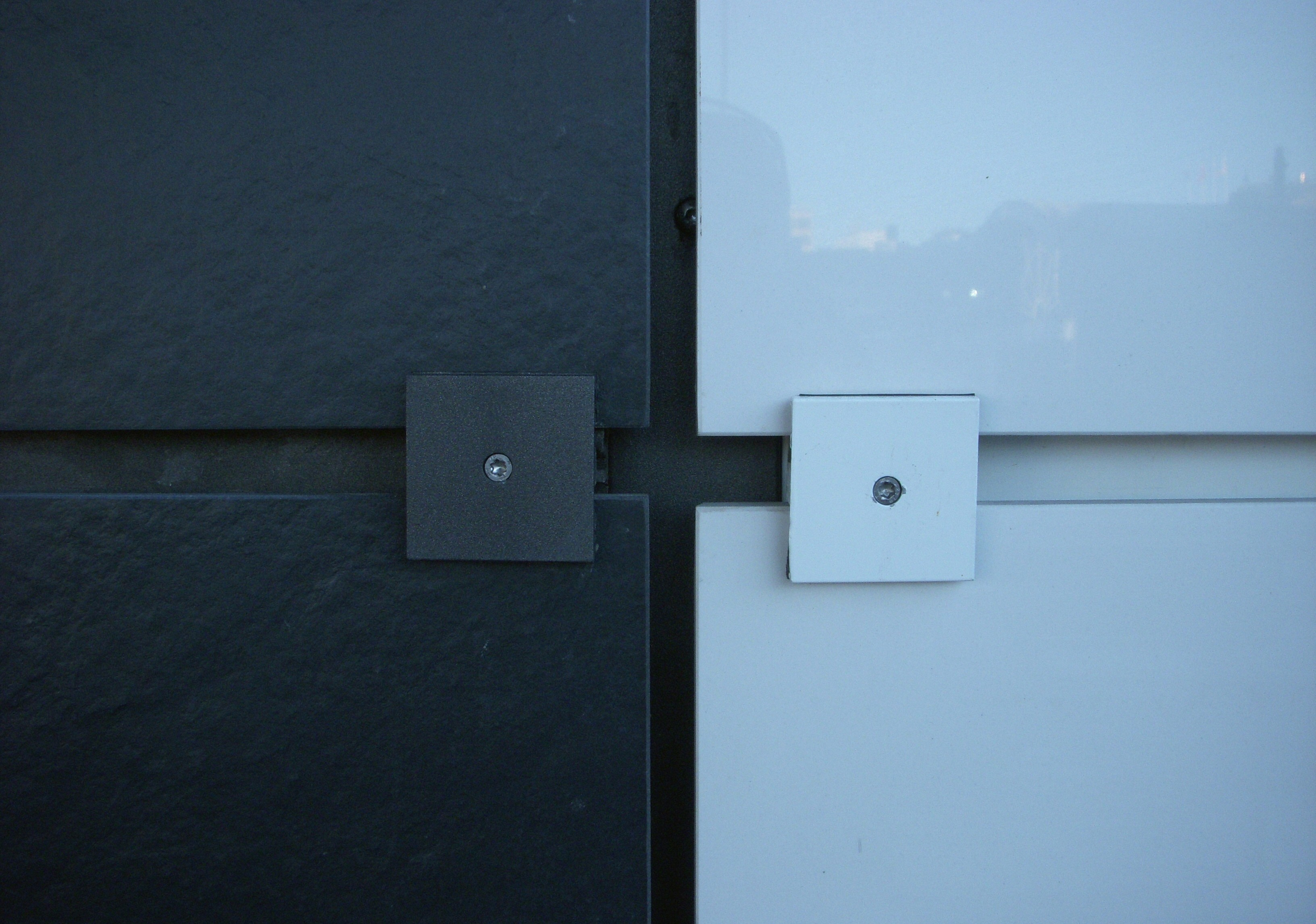
Des plaques de céramique recouvrent les façades.

## Sources et références
- (sv) Cet article est partiellement ou en totalité issu de l’article de Wikipédia en suédois intitulé « Stockholm Waterfront » (voir la liste des auteurs).

1. ↑  (sv) Linda Nohrstedt. Ny affärsmodell gör jättebygget möjligt. Byggvärlden. 22 septembre 2009.
2. ↑  (sv) Ang Bangårdsposten mm. Rådet till skydd för Stockholms skönhet. 18 septembre 2009.
3. ↑  (sv) Mia Tottmar. Hotell med utsikt – men inte för alla. Dagens Nyheter. 16 mars 2011.
4. 1 2  (en) Site officiel du centre de congrès.
5. ↑  (sv) Nils Hansson. Sting på Stockholm Waterfront. Dagens Nyheter. 14 février 2012.
6. ↑  (sv) Lars Grimlund. Jag är själv en dark horse. Dagens Nyheter. 11 mars 2014.
7. ↑  (sv) Stockholm Waterfront. Lera nr 1 2010. p. 18.
8. ↑  (en) Site officiel de l'hôtel.
9. ↑  (en) Site officiel de Stockholm Waterfront.
10. ↑  (sv) Site officiel de SCA.